# Ответный удар (телесериал)
«Ответный удар» (англ.  Strike Back) — британский телевизионный сериал, также демонстрирующийся по кабельной сети Cinemax (США).

## О сериале
«Ответный удар» — шпионская драма, рассказывающая о буднях подразделения 20 военной разведки Великобритании. Первый сезон вышел в эфир канала Sky1 5 мая 2010 года. После первых шести серий в августе 2011 года последовало продолжение — ещё 10 серий. Третий сезон тоже из 10 серий появился в эфире осенью 2012 года. Четвёртый сезон был на экранах в октябре-декабре 2013 года. Летом 2015 года зрители увидели пятый сезон. Шестой сезон телесериала демонстрировался в Великобритании с октября 2017 по февраль 2018, а в США с февраля по апрель 2018 года. Седьмой сезон пошел с января 2019 года, восьмой с 2020 года.
В Великобритании сериал считается самостоятельной идеей, первый сезон которой был основан на книге Криса Райана. В США критики относят его к британской адаптации американского сериала «24 часа».

## Сюжет
Сериал основывается на романах бывшего сержанта Особой воздушной службы Великобритании Криса Райана. Действие охватывает как территорию Европы, так и разные страны планеты — Ирак, Афганистан, Пакистан, Сомали и Зимбабве.

## Актёры и роли
- Ричард Армитидж — агент Джон Портер (1-й и 2-й сезоны)
- Эндрю Линкольн — майор Хью Коллинсон (1-й сезон), командир подразделения 20
- Шелли Кон — агент Данни Прендивилль (1-й сезон), подруга Джона Портера
- Джоди Мэй — лейтенант Лайла Томпсон (1-й сезон), заместитель командира
- Филип Уинчестер — сержант Майкл Стоунбридж (2-й … 5-й сезоны)
- Салливан Степлтон — сержант Дэмиен Скотт (2-й … 5-й сезоны)
- Мишель Люкс[англ.] — сержант Джулия Ричмонд (2-й … 5-й сезоны)
- Аманда Милинг[англ.] — полковник Элеанор Грант (2-й сезон), командир подразделения 20
- Рашан Стоун[англ.] — майор Оливер Синклер (2-й сезон), заместитель командира
- Ева Бертистл — капитан Кейт Маршалл (2-й сезон), возлюбленная Майкла Стоунбриджа
- Рона Митра — майор Рейчел Далтон (3-й и 4-й сезоны), командир подразделения 20
- Лиам Гэрриган — сержант Лиам Бакстер (3-й и 4-й сезоны)
- Робсон Грин — полковник Филип Лок (4-й и 5-й сезоны), командир подразделения 20
- Тереза Србова — майор ФСБ Нина Пирогова (4-й и 5-й сезоны)
- Уоррен Броун[англ.] — агент Томас МакАлистер (6-й сезон)
- Дэниэл МакФерсон — агент Сэмюель Уайэтт (6-й сезон)
- Элин Сумарвата[англ.] — агент Грейс Новин (6-й сезон)
- Нина Сосанья — полковник Адина Донован (6-й сезон), командир подразделения 20
- Роксанна МакКи — капитан Натали Рейнолдс (6-й сезон), заместитель командира
- Варада Сету — младший капрал Маниша Четри (в 9 эпизодах[англ.])
- Жасмин Кей Эллен — сотрудник "Альфы" ФСБ Катрина Заркова (7-8 сезон)
- Марама Корлетт — лейтенант СВР Наташа Петренко (7 сезон)
- Алек Ньюман — русский секретный агент Дмитрий Брусилов / Павел Кулагин (7 сезон)

## Награды
- Royal Television Society (2012) — награда за «Лучшие спецэффекты».